# Kogwédogo
Kogwédogo est une localité située dans le département de Pissila de la province du Sanmatenga dans la région Centre-Nord au Burkina Faso.

## Géographie
Kogwédogo est administrativement regroupé avec le village de Douaga.

## Économie
L'agro-pastoralisme est l'activité principale de Kogwédogo.

## Éducation et santé
Le centre de soins le plus proche de Kogwédogo est le centre de santé et de promotion sociale (CSPS) de Firka tandis que le centre hospitalier régional (CHR) se trouve à Kaya.
Le village ne possède pas d'école primaire, les élèves devant se rendre à Douaga.